# Into the Great Wide Open
《Into the Great Wide Open》은 미국의 록 밴드 톰 페티 앤 더 하트브레이커스의 여덟 번째 스튜디오 음반이다. 이 음반은 MCA 레코드와 함께한 밴드의 마지막 음반이었고, 《Full Moon Fever》의 성공에 이어 페티와 제프 린과 함께 제작한 두 번째 음반이었다.
첫 번째 싱글인 〈Learning to Fly〉는 《빌보드》 메인스트림 록 트랙 차트에서 밴드의 가장 오래 지속된 싱글 1위가 되었다(1981년 《Hard Promises》의 〈The Waiting〉과 함께). 두 번째 싱글인 〈Out in the Cold〉는 메인스트림 록 차트에서 2주 동안 1위를 했다.
타이틀곡의 뮤직 비디오에는 개브리엘 앤워, 페이 더너웨이, 맷 르블랑, 테렌스 트렌트 더비, 차이나 필립스와 함께 10대 때 로스앤젤레스로 이주한 "에디" 역으로 조니 뎁이 출연한다.

## 평가
| 전문가 평가                   | 전문가 평가 |
| 평가 점수                     | 평가 점수   |
| 출처                          | 점수        |
| ----------------------------- | ----------- |
| AllMusic                      | [ 1 ]       |
| Blender                       | [ 2 ]       |
| Chicago Tribune               | [ 3 ]       |
| Encyclopedia of Popular Music | [ 4 ]       |
| Entertainment Weekly          | B+          |
| Los Angeles Times             | [ 6 ]       |
| MusicHound                    | 2.5/5       |
| Music Story                   | [ 8 ]       |
| The New York Times            | (favorable) |
| People                        | (favorable) |
| Q                             | [ 11 ]      |
| Rolling Stone                 | [ 12 ]      |

《Into the Great Wide Open》은 비평가들로부터 열렬한 환영을 받았다. 《엔터테인먼트 위클리》의 음반 리뷰를 맡은 데이브 디마티노는 이 음반이 페티와 밴드가 15년 만에 만든 가장 가까운 "클래식" 음반이라며 이 음반이 그들의 첫 두 음반으로 돌아온 것이라고 말했다. 그는 이것이 주로 제프 린 덕분이며, 그 노래들이 《Full Moon Fever》에 나온 노래들보다 더 낫다고 느낀다. 《롤링 스톤》의 평론가 파크 퍼터보는 이 음반을 《Full Moon Fever》와 《Damn the Torpedoes》 사이의 교차점이라고 불렀으며, 이 음반은 페티의 최고의 가사를 담고 있으며 《Let Me Up (I've Had Enough)》보다 훨씬 낫다고 말했다.. 올뮤직의 스티븐 토마스 얼와인은 《Into the Great Wide Open》이 《Full Moon Fever》와 너무 비슷하게 들리고, 음반이 "기쁘다"면서도 페티가 최고인 것은 아니라고 말하면서 덜 인상 깊었다. 그의 소비자 가이드에서, 로버트 크리스트가우는 이 음반에 "소비자들이 그것의 최우선적인 미적 또는 개인적인 비전에 맞춘 가치 있는 노력"을 보여주며 명예로운 언급을 했다.

## 싱글
첫 번째 싱글 〈Learning to Fly〉는 1991년 6월 17일 음반에 앞서 발매되었고, 페티에게는 큰 히트를 쳤다. 두 번째 싱글인 타이틀곡은 음반 발매 직후 발표되었으며 밴드의 가장 큰 히트곡 중 하나이다. 그들은 둘 다 다양한 차트에서 상위 10위 안에 들었다. 세 번째 싱글 〈Out in the Cold〉는 작은 히트를 쳤지만, 처음 두 곡의 상업적 성공을 거두지는 못했다. 1992년, 〈Makin' Some Noise〉, 〈All or Nothin'〉, 〈Too Good to Be True〉, 〈King's Highway〉 등 4개의 싱글이 발매되었다.

## 곡 목록
모든 곡들은 특별한 언급이 없는 한 톰 페티와 제프 린에 의해 작사/작곡하였다.
| #  | 제목                         | 작사·작곡             | 재생 시간 |
| -- | ---------------------------- | --------------------- | --------- |
| 1. | 〈Learning to Fly〉          |                       | 4:02      |
| 2. | 〈Kings Highway〉            | 페티                  | 3:08      |
| 3. | 〈Into the Great Wide Open〉 |                       | 3:43      |
| 4. | 〈Two Gunslingers〉          | 페티                  | 3:09      |
| 5. | 〈The Dark of the Sun〉      |                       | 3:23      |
| 6. | 〈All or Nothin'〉           | 페티, 마이크 캠벨, 린 | 4:07      |

| #   | 제목                          | 작사·작곡      | 재생 시간 |
| --- | ----------------------------- | -------------- | --------- |
| 7.  | 〈All the Wrong Reasons〉     |                | 3:46      |
| 8.  | 〈Too Good to Be True〉       | 페티           | 3:59      |
| 9.  | 〈Out in the Cold〉           |                | 3:40      |
| 10. | 〈You and I Will Meet Again〉 | 페티           | 3:42      |
| 11. | 〈Makin' Some Noise〉         | 페티, 캠벨, 린 | 3:27      |
| 12. | 〈Built to Last〉             |                | 4:00      |

## 인증
| 국가                       | 인증        | 판매량/출하량 |
| -------------------------- | ----------- | ------------- |
| 캐나다 (뮤직 캐나다)       | 2× 플래티넘 | 200,000^      |
| 독일 (BVMI)                | 골드        | 250,000^      |
| 스웨덴 (GLF)               | 플래티넘    | 100,000^      |
| 스위스 (IFPI 스위스)       | 골드        | 25,000^       |
| 영국 (BPI)                 | 골드        | 100,000^      |
| 미국 (RIAA)                | 2× 플래티넘 | 2,000,000^    |
| ^출하량을 기반으로 한 인증 |             |               |